# اسماعیل ناصرالدین شاه ترنگانو
سلطان اسماعیل ناصرالدین شاه (به انگلیسی: Sultan Ismail Nasiruddin Shah ibni Almarhum Sultan Haji Zainal Abidin III Mu’azzam Shah) (۲۴ ژانویه ۱۹۰۷ – ۲۰ سپتامبر ۱۹۷۹) چهارمین یانگ دی‌پرتوان آگونگ کشور مالزی و شانزدهمین سلطان ترنگانو بود.